# کدریش
کدریش (به عربی: کدریش) یک روستا در سوریه است که در ناحیه اخترین واقع شده‌است. کدریش ۷۶۶ نفر جمعیت دارد.